# Groenewold-Hortus

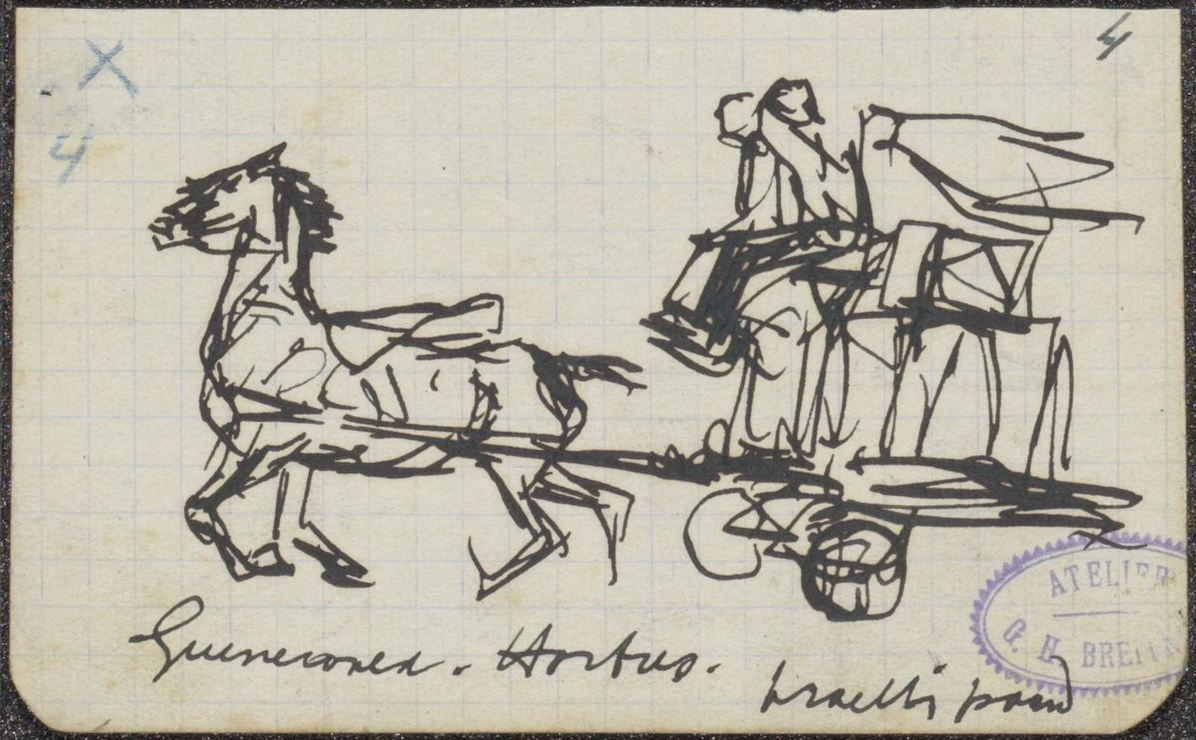
De schets van Breitner

Groenewold-Hortus was in de negentiende eeuw en daarna een kolenhandel. Het bedrijf is in 1888 opgericht door M.S. van den Boogaard, en was oorspronkelijk gevestigd aan de Singel te Amsterdam. De kolenfirma ging na de komst van het aardgas in de jaren 1960 op haar opslagterrein in Amsterdam-West een benzinestation exploiteren; daar kwam in het jaar 1965 nog een autowasstraat bij. Dit was de eerste autowasstraat met kettingbaan in Nederland. In 2020 is het bedrijf daar onder de naam Autoradam nog steeds gevestigd. In de 21e eeuw breidde men uit met meer vestigingen in Amsterdam, Almere en Lelystad.

## Breitner
De firma is bekend gebleven vanwege een door de Nederlandse kunstschilder George Hendrik Breitner in 1890 gemaakte schets van een paard en wagen voor steenkoolvervoer van het bedrijf. Deze tekening wordt bewaard in het Rijksmuseum Amsterdam.